# Progens
Progens (toponimo francese) è una frazione di 277 abitanti del comune svizzero di La Verrerie, nel Canton Friburgo (distretto della Veveyse).

## Storia

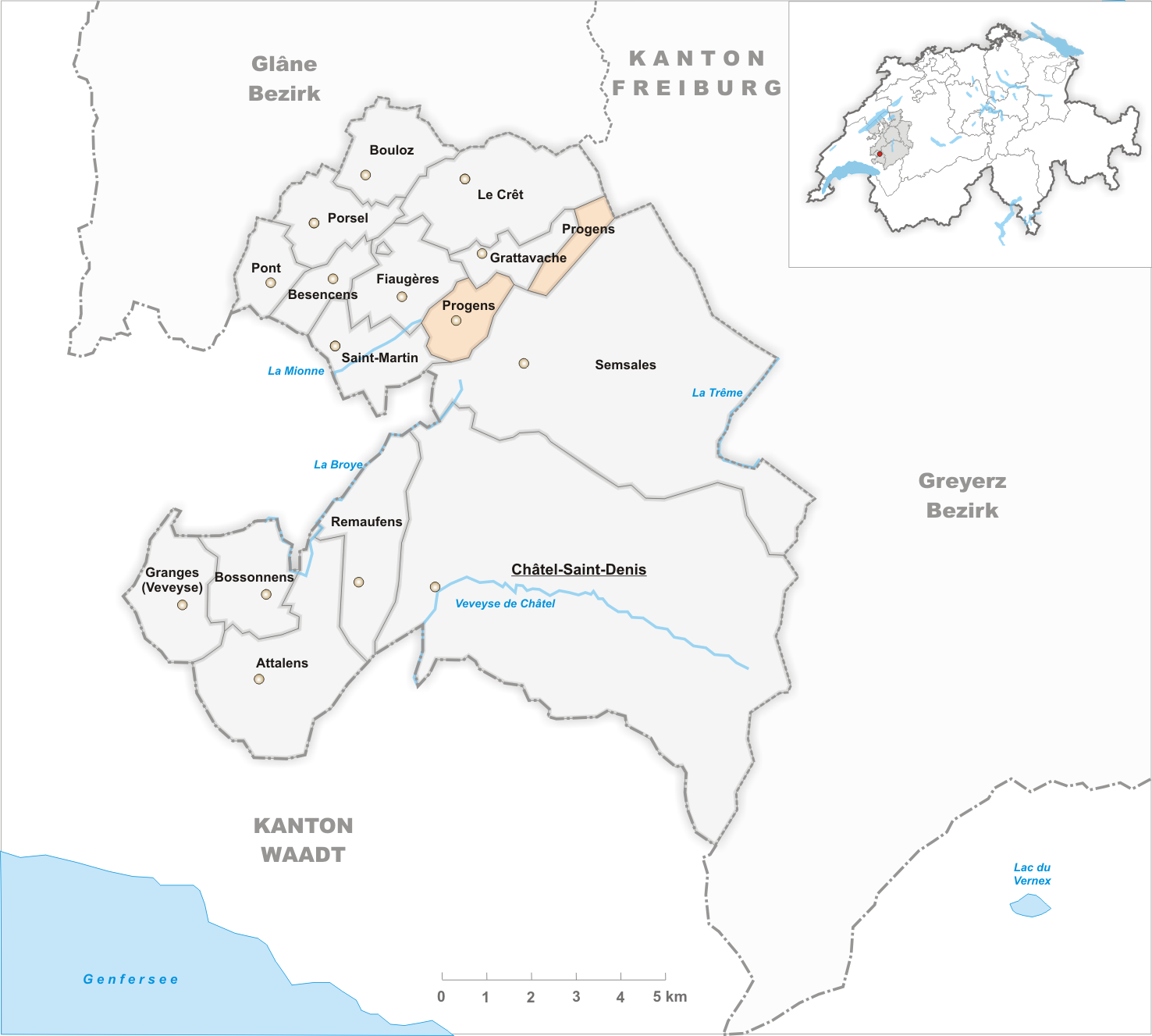
Il territorio del comune di Progens prima degli accorpamenti comunali del 2004

Già comune autonomo che comprendeva anche la frazione di La Verrerie, il 1º gennaio 2004 è stato accorpato agli altri comuni soppressi di Grattavache e Le Crêt per formare il nuovo comune di La Verrerie.

## Monumenti e luoghi d'interesse
- Chiesa cattolica di San Bartolomeo, attestata dal 1677[1].

## Società

### Evoluzione demografica
L'evoluzione demografica è riportata nella seguente tabella:
Abitanti censiti

## Infrastrutture e trasporti
Progens è servito dalla stazione di La Verrerie sulla ferrovia Palézieux-Montbovon.

## Amministrazione
Ogni famiglia originaria del luogo fa parte del comune patriziale che ha la responsabilità della manutenzione di ogni bene comune.